# Compute Node Linux
Compute Node Linux (CNL) — среда исполнения, основанная на ядре Linux. Предназначена для вычислительных узлов суперкомпьютеров Cray XT3, Cray XT4, Cray XT5, Cray XT6, и Cray XE6. Основана на операционной системе SUSE Linux Enterprise Server и представляет собой облегчённое ядро с минимальным набором функций, необходимых для управления работой вычислительного узла массово-параллельного суперкомпьютера.. CNL является частью операционной среды Cray Linux Environment. Использовалась в 2000-х и 2010-х годах, в ноябре 2011 применялась в 3-м, 6-м, и 8-и суперкомпьютерах мира по списку Top500: Jaguar, Kraken, Franklin.
CNL и CLE сравниваются с более ранней минималистичной ОС UNICOS/lc (микроядро Catamount) для массивно-параллельных вычислительных систем. CLE предоставляет более близкое к обычному Linux окружение, добавляет ряд фоновых сервисов и поддерживает больше различных сред программирования; при этом снижение производительности приложений по сравнению с Catamount не превышает 10%. В то же время CLE предоставляет меньше возможностей и сервисов, чем традиционные Linux-дистрибутивы, в целях уменьшения потребления памяти и снижения расходов процессорного времени на сервисные задачи ОС.